# Sydney Wiese
Sydney Wiese (Phoenix, 16 giugno 1995) è un'ex cestista statunitense, professionista nella WNBA.

## Carriera
È stata selezionata dalle Los Angeles Sparks al primo giro del Draft WNBA 2017 (11ª scelta assoluta).
Con gli Stati Uniti ha disputato le Universiadi di Gwangju 2015.